# Durranógáz
A durranógáz a hidrogén és az oxigén 2:1 térfogatarányú gázkeveréke. Igen robbanékony, égésterméke a víz.
2 H2 + O2 → 2 H2O

## Keletkezése
A hidrogén tiszta oxigénnel vagy a levegő oxigénjével elkeveredve durranógázt alkot.

## Égése
Kémiai szempontból nincs különbség a hidrogén és a durranógáz égése között. Mivel az égés az oxigénnel való egyesülést jelenti, az égéstermék mind a két esetben a gázok 2:1 arányú vegyülete, tehát víz. Fizikai szempontból azonban van különbség: míg a hidrogén kékes lánggal csendesen elég, a durranógáz erős hanghatással kísérve robban.

### Felhasználása
Gyártanak vízbontásos hegesztőkészüléket. A beleöntött desztilált vizet a berendezés szétbontja. A keletkező hidrogént és oxigént elkülönítve vezetik egy alkalmas tűbe, ahol a hidrogén elég. A keletkező hővel platina hőelemek hegesztését végzik. 

## Durranógázpróba

Durranógázpróba égő gyújtópálcával

Amennyiben bármilyen gyúlékony gázt (pl. hidrogént) állítunk elő, annak meggyújtása előtt el kell végezni a durranógázpróbát, mivel az előállított gáz keveredhet a levegő oxigénjével (vagy hidrogén esetén a vízbontó másik pólusán keletkező oxigénnel), amit begyújtva (a mennyiségtől függően) robbanásokhoz vezethet. A durranógázpróba lépései a következők:
1. Az előállított gázból kémcsőben vegyünk el egy kisebb adagot.
2. Parázsló gyújtópálca segítségével gyújtsuk be a kémcsőben lévő gázt. Kis pukkanást hallhatunk, ahogy a kis mennyiségű durranógáz robban.
3. Vegyünk a gázból újabb adagot a kémcsővel, gyújtsuk be újra, és ismételjük ezt egészen addig, amíg a begyújtáskor már nem hallunk pukkanást. Ez jelzi, hogy a rendszerben már nincs oxigén, amivel a gáz keveredve durranógázt alkot, tehát már biztonságosan begyújtható a fejlesztett gáz.

## Léghajók
Régebben a léghajókat tiszta hidrogénnel töltötték meg, ettől emelkedtek fel a levegőben. Ha azonban kilyukadt a léghajó, akkor a keletkező szikrától a létrejövő hatalmas mennyiségű durranógáz hatalmas robbanáshoz vezetett. Ebből sok léghajó-katasztrófa adódott, ezért ma már héliummal töltik fel a léghajókat, ami nem éghető.

## Külső linkek
- Testing for Hydrogen Gas. YouTube hidrogén kimutatása
- Relight of glowing splint by oxygen. YouTube oxigénben a parázsló gyújtópálca lángra lobban